# Ambrerötel
Der Ambrerötel (Monticola sharpei erythronotus) ist eine Unterart des Madagaskarrötels (Monticola sharpei), einer Vogelart aus der Familie der Fliegenschnäpper. Er ist am Montagne d’Ambre im Norden Madagaskars endemisch.

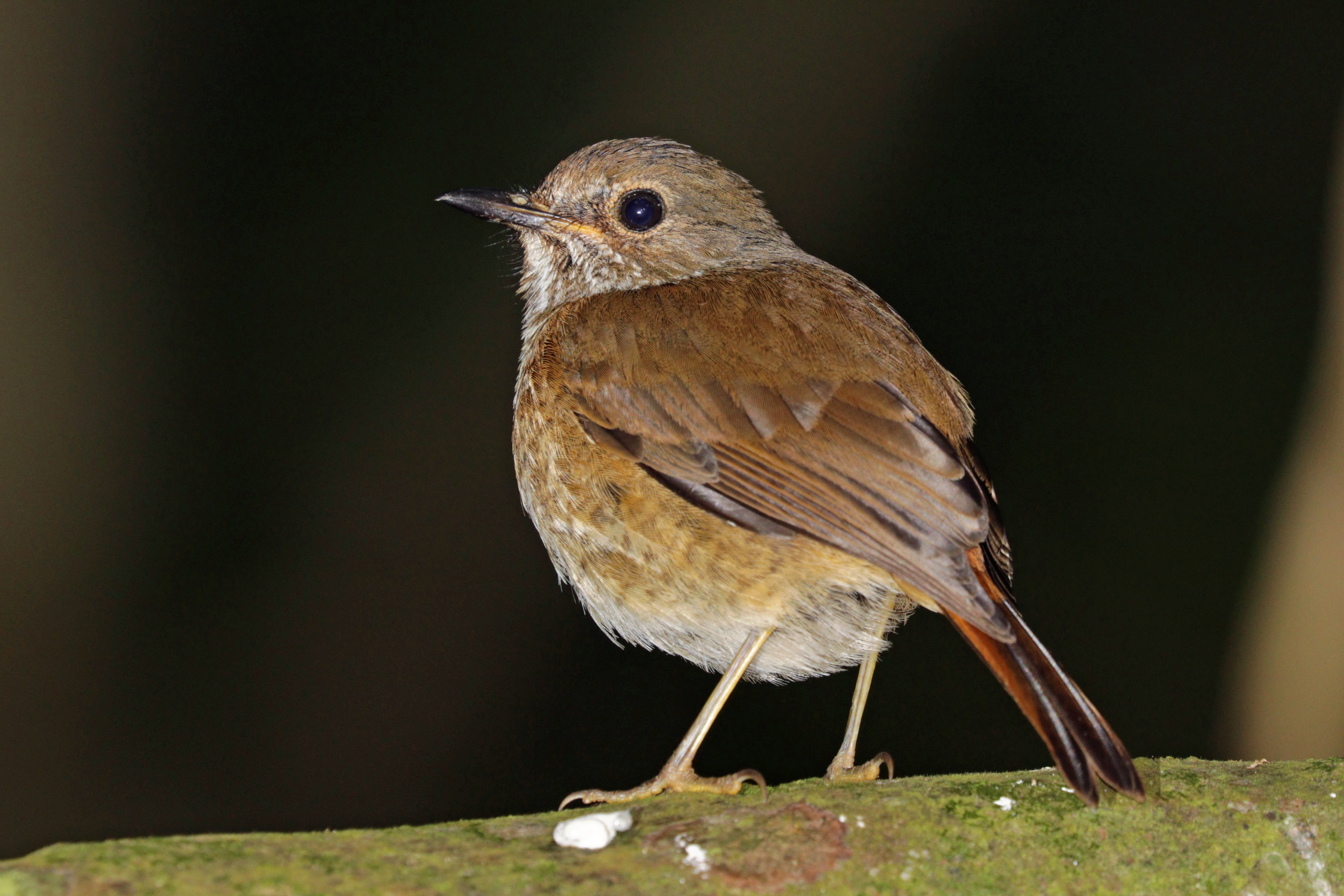
Weibchen

Foto der Nominatform von Antsirana

## Merkmale
Der Ambrerötel erreicht eine Länge von 16 cm. Das Männchen ähnelt dem Männchen des Madagaskarrötels. Es hat aber einen etwas längeren Schnabel und der Kopf ist bläulicher. Im Unterschied zum Madagaskarrötel erstreckt sich die Blaufärbung der Haube nur bis zum Nacken und bis zur Kehle. Der Mantel und die Flügeldecken sind stumpf kastanienfarben. Der Bürzel ist orange, die äußeren Schwanzfedern sind leuchtend orange. Das Weibchen ähnelt dem Weibchen des Madagaskarrötels. Die Oberseite ist jedoch lebhafter gefärbt und die rötlichebraune Tönung an Bürzel und Schwanz ist leuchtender. Die Unterseite ist heller und weniger gestrichelt. Die juvenilen Vögel sind kaum bekannt. Ein in menschlicher Obhut gehaltenes juveniles Männchen hatte gelbbraune Flecken an den Flügeldecken und helle Säume an den Armschwingen.

## Lautäußerungen
Der Gesang ist kaum bekannt. Er wird als hellklingend und harmonisch oder reich und kurz beschrieben. Häufig ist er in der Dämmerung zu hören. Die Phrasen ähneln denen der Nominatform, sie sind aber weniger abwechslungsreich und umfassen eine Anzahl von stereotypen Melodien. Der Ambrerötel ist fähig, andere Vogelstimmen nachzuahmen. Der Alarmruf ist ein eigentümlicher rauer Schrei.

## Lebensraum
Der Ambrerötel bewohnt immergrüne montane Feuchtwälder sowie Nebelwälder mit einem geschlossenen Blätterdach in Höhenlagen von 800 bis 1300 m. Der Lebensraum ist die ziemlich üppig bewachsene untere Waldschicht, bestehend aus Lianen, Farnen, Büschen, Schraubenbäumen, Grasbewuchs und Geröll. Der Ambrerötel bevorzugt die Umgebung von Bächen und hält sich eher im Unterholz auf, als der Madagaskarrötel.

## Lebensweise
Seine Nahrung erbeutet er durch Anflug von einem Ansitz zum Boden oder gelegentlich in der Luft im flinken Pickflug. Der Ambrerötel ist ein Standvogel, der in der Regel ein Revier von bis zu einem Hektar bewohnt. Selten kommen auch Reviergrößen von bis zu 2,5 Hektar vor. Die Brutzeit findet zwischen Oktober und November statt. Das Nest ähnelt dem der Nominatform. Es wird in einer Baumhöhle, in einer Felsspalte in einem Überhang, im Stamm eines Baumfarns oder häufig versteckt hinter Schraumbaumblättern drei bis sechs Meter oberhalb des Waldbodens errichtet. Das Gelege besteht aus zwei bis drei ungefleckten hell türkisfarbenen Eiern. Die Bebrütungszeit dauert mindestens 15 Tage. Die Nestlingszeit ist unbekannt.

## Status
Der Ambrerötel ist auf die Bergwälder am Massiv des Montagne d’Ambre im äußersten Norden Madagaskars beschränkt. Sein Verbreitungsgebiet umfasst eine Fläche von ungefähr 380 km². Die IUCN stuft dieses Taxon als „stark gefährdet“ (endangered) ein und schätzt den Bestand auf weniger als 5000 Individuen mit einer abnehmenden Tendenz. Die stärkste Gefährdung geht vom kommerziellen Holzeinschlag und durch die Umwandlung des Waldes in landwirtschaftliche genutzte Flächen aus.

## Systematik
Der Ambrerötel wurde 1929 von Louis Lavauden als Unterart des Madagaskarrötels beschrieben. 2002 erhielt er von Steven M. Goodman und Lee Weigt unter dem Namen Pseudocossyphus erythronotus Artstatus. Basierend auf Molekularstudien aus den Jahren 2007 und 2010  wurde er 2012 vom International Ornithological Congress als Unterart zurückgestuft.